# Operation Penzance
1941

Versenkung der Force Z 
1942

C –
Ironclad 
1944

Diplomat –
Cockpit –
Transom –
Councillor –
Pedal –
Crimson –
Banquet –
Light –
Millet –
Outflank –

ab 22. Nov. als British Pacific Fleet Robson 
1945

Lentil –
Meridian –
Suffice –
Stacey –
Transport –
Onboard –
Penzance –
Passbook –
Sunfish –
Bishop –
Dukedom –
Mitre –
Irregular –
Balsam –
Bedlam Green –
Collie –
Livery –
Jurist –
Tiderace
Die Operation Penzance war eine militärische Marineoperation der britischen Eastern Fleet (East Indies Station), durchgeführt unter dem Kommando von Vizeadmiral Sir Arthur Power während des Pazifikkriegs im Zweiten Weltkrieg. Dabei sollten die Küstengewässer im östlichen Golf von Bengalen vor der Küste vom japanisch besetzten Burma nach japanischen Marine- und Handelsschiffe durchkämmt und diese gegebenenfalls abgefangen und zerstört werden.
Die aus den vier Zerstörern Rotherham, Redoubt, Racehorse und Rocket zusammengestellte Force 62 verließ am 30. März 1945 Trincomalee auf Ceylon um die Operation Penzance auszuführen.
Am Morgen des 2. April erfolgte die Erkundung der Insel Narkondam zur Bewertung ihrer Eignung als Treibstoff- und Munitionsdepot für die Leichtfahrzeuge der Arakan-Küstenstreitkräfte. Die Wasserstraßen östlich der Myebon-Halbinsel wurden vollständig von den Arakan-Küstenstreitkräften blockiert, deren Motorboote viele nächtliche Begegnungen mit den japanischen Motorbooten hatten, die Waren, Munition und Öl durch die Chaungs zu den vorderen japanischen Truppen transportierten, die fast fünf Bataillone umfassten.
In den Nächten zwischen dem 1. und dem 3. April durchstreifte die Force 62 die Küste von Tenasserim zwischen Mergui und Amherst. Dabei gelang die Versenkung eines 30,5 Meter langen Hilfsküstenschiffs und einer Dschunke. Am 4. April wurde eine japanische Radarstation auf den Kokosinseln beschossen.
Abschließend erreichten die Schiffe Akyab in der Küstenregion Arakan in Burma am 5. April.